# Kim Hyung-il
Kim Hyung-il, né le 27 avril 1984, est un footballeur international sud-coréen évoluant au poste de défenseur.

## Biographie
Kim Hyung-il commence sa carrière professionnelle en 2007 au Daejeon Citizen. Il rejoint ensuite les Pohang Steelers en 2008 avec lesquels il remporte la Coupe de Corée du Sud de football en 2008, la Coupe de la Ligue sud-coréenne de football en 2009 et la Ligue des champions de l'AFC 2009, inscrivant un but en finale.

Il est sélectionné pour la première fois en équipe de Corée du Sud de football en 2009 lors d'un match de qualifications pour la Coupe du monde de football de 2010 contre l'Arabie saoudite. Deuxième de la Coupe d'Asie de l'Est de football 2010, Lee Seung-Yeoul fait partie du groupe des vingt-trois sélectionnés pour la Coupe du monde de football de 2010.

## Palmarès
- Ligue des champions de l'AFC 2016